# Émilie Gomis
Émilie Gomis, född den 18 oktober 1983 i Ziguinchor, Senegal, är en fransk basketspelare som tog OS-silver i dambasket vid olympiska sommarspelen 2012 i London.